# Kato
El kato és una llengua atapascana extingida que havia estat parlada pels katos de l'àrea de Laytonville i Branscomb al cap del riu South Fork Eel. És una de les quatre llengües que pertanyen al grup atapascà de Califòrnia de les llengües atapascanes de la costa del Pacífic. La majoria dels parlants kato eren bilingües amb pomo del nord i alguns també parlaven yuki.